# Glannes
Glannes – miejscowość i gmina we Francji, w regionie Grand Est, w departamencie Marna.
Według danych na rok 2013 gminę zamieszkiwało 187 osób.